# Philipp Ziereis
Philipp Ziereis (Schwarzhofen, 14 marzo 1993) è un calciatore tedesco, difensore del LASK.